# Byzhradec
Byzhradec település Csehországban, Rychnov nad Kněžnou-i járásban. Byzhradec Voděrady, Černíkovice, Solnice, Trnov és Bílý Újezd településekkel határos. Lakosainak száma 208 fő (2024. január 1.).

## Népesség
A település lakosságának változását az alábbi diagram mutatja:
| Lakosok száma | 406  | 396  | 370  | 260  | 228  | 196  | 208  | 220  | 220  | 208  |
|               | 1869 | 1900 | 1921 | 1961 | 1980 | 2011 | 2016 | 2019 | 2021 | 2024 |